# 코멧 (열차)

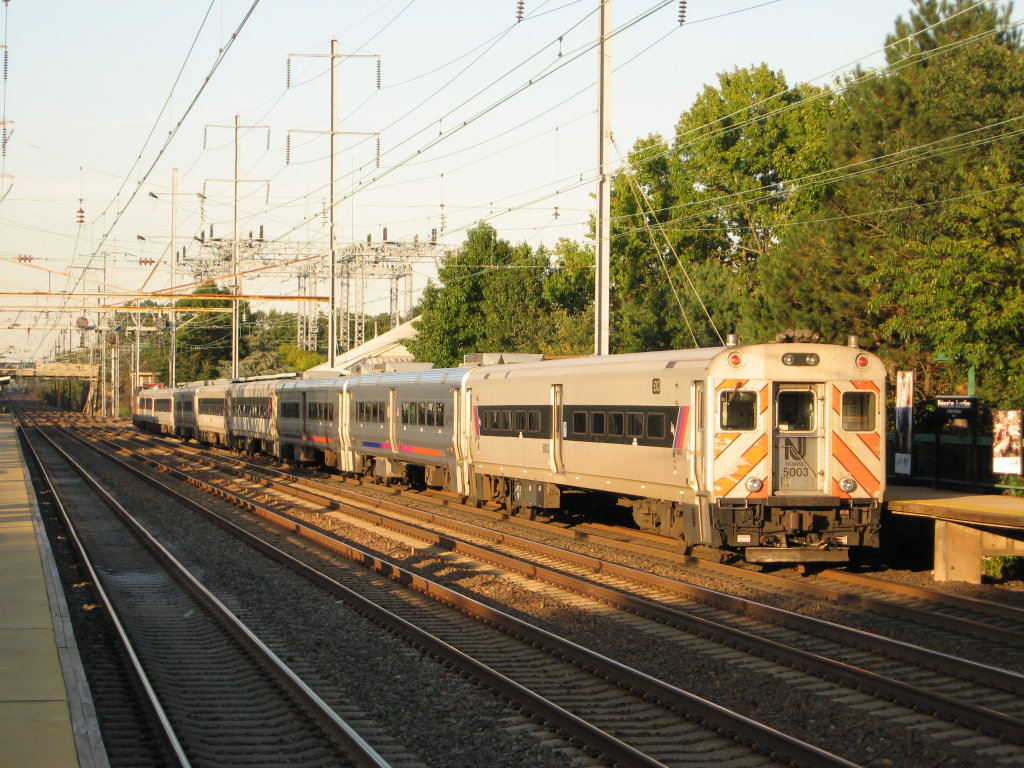
뉴저지 트랜짓의 코멧

코멧(Comet)은 1960년대 후반에 풀먼 컴파니에서 개발된 차량으로 1970년부터 2005년까지 생산되었다. 이후 추가 도입분의 경우 봄바디어 트랜스포테이숀과 알스톰에 의해 추가 제작 되었다.

## 같이 보기
- 허라이즌 (열차)